# Дике поле (фільм, 2008)
«Дике поле» (рос. Дикое поле) — кінофільм Михаїла Калатозішвілі за сценарієм Петра Луцика й Олексія Саморядова, що був написаний на початку 1990-х років. Обидва сценаристи померли задовго до початку зйомок.

## Сюжет
Молодий лікар Митя приїжджає на роботу сільським лікарем у степовий район Казахстану. Місцеві мешканці починають приходити до нового лікаря не тільки за медичною допомогою. Вони розповідають йому про свої проблеми, радощі і нещастя. Він очікує, що до нього приїде наречена, яка, приїхавши, розповідає йому, що одружилася, і їде назад. Митя поступово завойовує повагу місцевих, які його підтримують у кінці фільму.

## Нагороди
- Золотий орел (2008): найкращий ігровий фільм, найкращий сценарій, найкраща музика.
- 19-й Відкритий Російський фестиваль «Кінотавр»: найкращий сценарій, премія ім. М. Таривердієва за найкращу музику, а також спеціальний приз гільдії кінознавців і кінокритиків.
- Премія «Білий слон»: найкращий ігровий фільм, найкращий сценарій, найкраща чоловіча роль (Олег Долін), найкраща чоловіча роль другого плану (Роман Мадянов), найкраща музика.
- 65-й Венеціанський кінофестиваль: Приз Міжнародної асоціації підтримки Арт-кіно — ART CINEMA AWARD.
- Кінофестиваль молодого східноєвропейського кіно, Котбус: Спеціальна згадка, приз ФІПРЕССІ, приз Екуменічного журі.
- Міжнародний кінофестиваль в Марракеші: Золота зірка.